# Armășești
Armășești è un comune della Romania di 2 725 abitanti, ubicato nel distretto di Ialomița, nella regione storica della Muntenia.
Il comune è formato dall'unione di 4 villaggi: Armășești, Bărbulești, Malu Roșu, Nenișori.